# Antonio La Fortezza
Antonio La Fortezza (Bari, 1º aprile 1982) è un ex calciatore italiano, centrocampista.

## Carriera
Ha debuttato in Serie A con il Bari nel 2000, disputandovi in totale 6 partite nella stagione 2000-2001, terminata con la retrocessione dei pugliesi. Con il Bari ha militato anche in Serie B, categoria nella quale è sceso in campo, in seguito, pure con la maglia del Catanzaro.
Nella stagione 2011-2012 viene ingaggiato dal Bisceglie, diventandone capitano e vincendo la Coppa Italia Dilettanti; accedendo così alla Serie D, a partire dalla stagione 2012-2013 nella quale viene confermato (e rimanendo capitano).
Il 4 ottobre 2013 firma un contratto con la Fidelis Andria, con cui ottiene una promozione in Serie D. Nel luglio 2014 rescinde il contratto con gli andriesi.
Per la stagione 2014-2015 firma da svincolato con il FBC Gravina, società di Gravina in Puglia (BA), in Promozione Pugliese.
Nel dicembre 2014 approda al Brindisi, in Serie D, dove chiude la stagione.

## Vicende giudiziarie
Il 19 giugno 2015 venne condannato per favoreggiamento personale a un anno di reclusione in quanto secondo i giudici era in possesso di informazioni riguardanti l'omicidio del boss Michelangelo Stramaglia che non avrebbe riferito agli inquirenti.

## Palmarès

### Club

#### Competizioni nazionali
- Coppa Italia Dilettanti: 1

Bisceglie: 2011-2012

#### Competizioni regionali
- Coppa Italia Dilettanti Puglia: 1

Bisceglie: 2011-2012